# (882) Swetlana
(882) Swetlana est un astéroïde de la ceinture principale, découvert le 15 août 1917 par l'astronome russe Grigori Néouïmine à l'observatoire de Simeiz.